# Liste des écluses du canal latéral à la Garonne

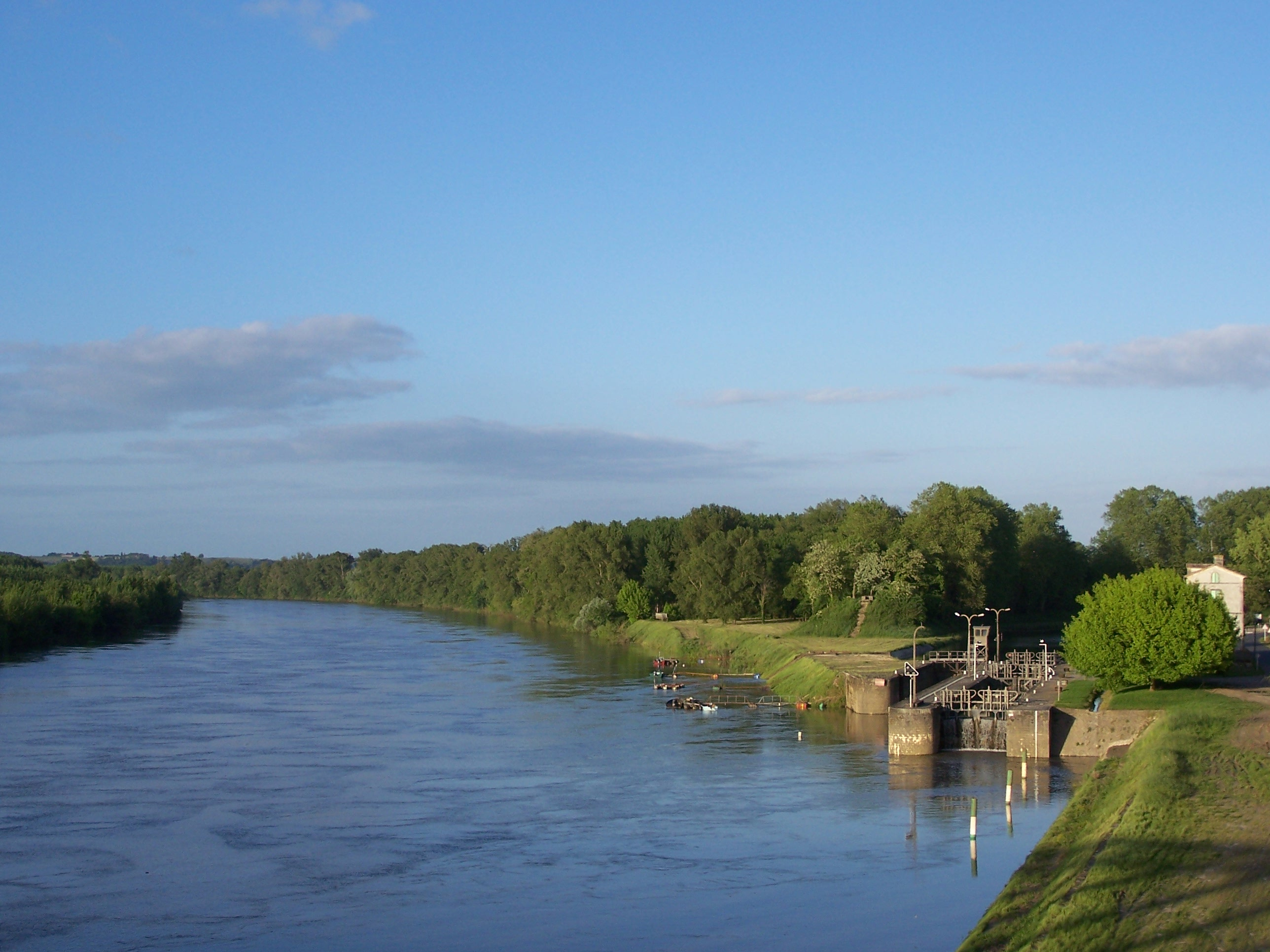
Écluse de descente en Garonne à Castets-en-Dorthe

Le canal de Garonne (ou canal latéral à la Garonne) est un canal navigable du sud de la France qui permet de relier Toulouse jusqu'à Castets-en-Dorthe près de Bordeaux. L'ouvrage réalisé sous la surveillance de Jean-Baptiste de Baudre au XIXe siècle comporte de nombreux ouvrages dont des écluses indispensables au passage de bief en bief et des ponts-canaux dont deux parmi les plus grands de France. Depuis le passage aux écluses automatisées, une perche pendue en travers du chenal permet d’activer le fonctionnement des écluses.

## La liste des écluses
| km cumulés                           | Numéro de l'écluse | Nom de l'écluse ou de l'ouvrage | Chute                               | Type                                                                                    | Distance jusqu'à l'écluse suivante | Coordonnées                 | Commune                  | Image |
| ------------------------------------ | ------------------ | ------------------------------- | ----------------------------------- | --------------------------------------------------------------------------------------- | ---------------------------------- | --------------------------- | ------------------------ | ----- |
| 0                                    | —                  | Écluse de descente en Garonne   | —                                   | Double. Disparue après travaux de la rocade (cette écluse appartenait au canal du Midi) | 4 415 m                            |                             |                          |       |
| 0,501                                | —                  | Ponts-Jumeaux                   | —                                   | Ponts. Ouvrage commun aux canaux de Brienne, du Midi et de la Garonne                   | —                                  | 43° 36′ 39″ N, 1° 25′ 07″ E | Toulouse                 |       |
| 4,415                                | 1                  | Écluse de Lalande               | 2,91 m                              | Simple                                                                                  | 2 607 m                            | 43° 38′ 47″ N, 1° 25′ 23″ E | Toulouse                 |       |
| 7,022                                | 2                  | Écluse de Lacourtensourt        | 2,57 m                              | Simple                                                                                  | 1 096 m                            | 43° 40′ 03″ N, 1° 24′ 38″ E | Fenouillet               |       |
| 8,118                                | 3                  | Écluse de Fenouillet            | 2,25 m                              | Simple                                                                                  | 3 808 m                            | 43° 40′ 35″ N, 1° 24′ 19″ E | Fenouillet               |       |
| 11,926                               | 4                  | Écluse de Lespinasse            | 2,58 m                              | Simple                                                                                  | 1 875 m                            | 43° 42′ 30″ N, 1° 23′ 14″ E | Lespinasse               |       |
| 13,801                               | 5                  | Écluse de Bordeneuve            | 2,64 m                              | Simple                                                                                  | 1 941 m                            | 43° 43′ 27″ N, 1° 22′ 46″ E | Lespinasse               |       |
| 15,742                               | 6                  | Écluse de Saint-Jory            | 2,58 m                              | Simple                                                                                  | 3 334 m                            | 43° 44′ 24″ N, 1° 22′ 09″ E | Saint-Jory               |       |
| 19,076                               | 7                  | Écluse de l'Hers                | 2,56 m                              | Simple, accolée à un pont-canal                                                         | 827 m                              | 43° 46′ 05″ N, 1° 21′ 24″ E | Castelnau-d'Estrétefonds |       |
| 19,903                               | 8                  | Écluse de Castelnau             | 2,56 m                              | Simple                                                                                  | 3 130 m                            | 43° 46′ 28″ N, 1° 21′ 06″ E | Castelnau-d'Estrétefonds |       |
| 23,033                               | 9                  | Écluse d'Embalens               | 2,66 m                              | Simple                                                                                  | 18 524 m                           | 43° 47′ 52″ N, 1° 19′ 47″ E | Castelnau-d'Estrétefonds |       |
| 41,557                               | 10                 | Écluse de Lavache               | 2,51 m                              | Simple                                                                                  | 2 078 m                            | 43° 56′ 59″ N, 1° 15′ 03″ E | Montech                  |       |
| Embranchement de Montech à Montauban |                    |                                 |                                     |                                                                                         |                                    |                             |                          |       |
| 43,635                               | 11                 | Écluse de Montech               | 2,67 m                              | Simple                                                                                  | 740 m                              | 43° 57′ 49″ N, 1° 14′ 05″ E | Montech                  |       |
| 44,375                               | —                  | Pente d'eau de Montech          | 13,15 m                             | Mise en service en 1974 en parallèle aux écluses 11 à 15                                | —                                  | 43° 58′ 13″ N, 1° 13′ 39″ E | Montech                  |       |
| 44,375                               | 12                 | Écluse des Peyrets              | 2,60 m                              | Simple                                                                                  | 401 m                              | 43° 58′ 07″ N, 1° 13′ 43″ E | Montech                  |       |
| 44,776                               | 13                 | Écluse de Pellaborie            | 2,65 m                              | Simple                                                                                  | 400 m                              | 43° 58′ 17″ N, 1° 13′ 31″ E | Montech                  |       |
| 45,176                               | 14                 | Écluse d'Escudiès               | 2,55 m                              | Simple                                                                                  | 625 m                              | 43° 58′ 27″ N, 1° 13′ 19″ E | Montech                  |       |
| 45,801                               | 15                 | Écluse de Pommiès               | 2,68 m                              | Simple                                                                                  | 2 203 m                            | 43° 58′ 42″ N, 1° 13′ 01″ E | Montech                  |       |
| 48,004                               | 16                 | Écluse d'Escatalens             | 2,65 m                              | Simple                                                                                  | 4 465 m                            | 43° 59′ 36″ N, 1° 11′ 57″ E | Escatalens               |       |
| 52,469                               | 17                 | Écluse de Saint-Martin          | 2,54 m                              | Simple                                                                                  | 3 421 m                            | 44° 01′ 24″ N, 1° 09′ 44″ E | Castelsarrasin           |       |
| 55,890                               | 18                 | Écluse de Prades                | 2,60 m                              | Simple                                                                                  | 2 361 m                            | 44° 02′ 08″ N, 1° 07′ 22″ E | Castelsarrasin           |       |
| 58,251                               | 19                 | Écluse de Castelsarrasin        | 2,53 m                              | Simple                                                                                  | 1 378 m                            | 44° 03′ 03″ N, 1° 06′ 24″ E | Castelsarrasin           |       |
| 59,629                               | 20                 | Écluse de Saint-Jean des Vignes | 1,71 m                              | Simple                                                                                  | 465 m                              | 44° 03′ 47″ N, 1° 06′ 09″ E | Castelsarrasin           |       |
| 60,094                               | 21                 | Écluse de Verriès               | 2,43 m                              | Simple                                                                                  | 448 m                              | 44° 04′ 01″ N, 1° 06′ 05″ E | Castelsarrasin           |       |
| 60,542                               | 22                 | Écluse d'Artel                  | 2,68 m                              | Simple                                                                                  | 2 687 m                            | 44° 04′ 15″ N, 1° 06′ 00″ E | Castelsarrasin           |       |
| 62,030                               | —                  | Pont-canal du Cacor             | —                                   | Pont-canal                                                                              | —                                  | 44° 05′ 29″ N, 1° 06′ 08″ E | Moissac                  |       |
| 63,229                               | 23                 | Écluse du Cacor                 | 2,60 m                              | Simple                                                                                  | 577 m                              | 44° 05′ 41″ N, 1° 06′ 12″ E | Moissac                  |       |
| 63,806                               | 24                 | Écluse de Grégonne              | 2,60 m                              | Simple                                                                                  | 577 m                              | 44° 05′ 53″ N, 1° 05′ 56″ E | Moissac                  |       |
| 64,383                               | 25                 | Écluse de Moissac               | 2,30 m                              | Simple                                                                                  | 3 591 m                            | 44° 06′ 00″ N, 1° 05′ 32″ E | Moissac                  |       |
| 64,400                               | —                  | Écluse de descente en Tarn      | chute selon le niveau du Tarn       | Simple                                                                                  | 117 m                              | 44° 05′ 59″ N, 1° 05′ 24″ E | Moissac                  |       |
| 67,974                               | 26                 | Écluse d'Espagnette             | 1,27 m                              | Simple                                                                                  | 3 851 m                            | 44° 05′ 36″ N, 1° 03′ 04″ E | Moissac                  |       |
| 71,825                               | 27                 | Écluse du Petit Bézy            | 2,62 m                              | Simple                                                                                  | 5 699 m                            | 44° 05′ 30″ N, 1° 00′ 22″ E | Boudou                   |       |
| 77,524                               | 28                 | Écluse du Braguel               | 2,34 m                              | Simple                                                                                  | 1 562 m                            | 44° 05′ 44″ N, 0° 56′ 32″ E | Pommevic                 |       |
| 79,086                               | 29                 | Écluse de Pommevic              | 2,37 m                              | Simple                                                                                  | 1 858 m                            | 44° 05′ 58″ N, 0° 55′ 24″ E | Pommevic                 |       |
| 80,944                               | 30                 | Écluse de Valence d'Agen        | 2,39 m                              | Simple                                                                                  | 6 336 m                            | 44° 06′ 14″ N, 0° 54′ 04″ E | Valence                  |       |
| 85,300                               | —                  | Pont-canal sur la Barguelonne   | —                                   | Pont-canal                                                                              | —                                  | 44° 07′ 17″ N, 0° 50′ 47″ E | Lamagistère              |       |
| 87,280                               | 31                 | Écluse de Lamagistère           | 2,35 m                              | Simple                                                                                  | 6 926 m                            | 44° 07′ 42″ N, 0° 50′ 02″ E | Lamagistère              |       |
| 94,206                               | 32                 | Écluse du Noble                 | 2,00 m                              | Simple                                                                                  | 3 125 m                            | 44° 08′ 56″ N, 0° 45′ 25″ E | Saint-Jean-de-Thurac     |       |
| 97,331                               | 33                 | Écluse de Saint-Christophe      | 1,48 m                              | Simple                                                                                  | 12 584 m                           | 44° 09′ 26″ N, 0° 43′ 09″ E | Saint-Jean-de-Thurac     |       |
| 99,400                               | —                  | Pont-canal sur la Séoune        | —                                   | Pont-canal                                                                              | —                                  | 44° 10′ 10″ N, 0° 41′ 24″ E | Lafox                    |       |
| 108,600                              | —                  | Pont-canal d'Agen               | —                                   | Pont-canal                                                                              | —                                  | 44° 12′ 28″ N, 0° 36′ 19″ E | Agen et Le Passage       |       |
| 109,915                              | 34                 | Écluse d'Agen                   | 3,42 m                              | Simple                                                                                  | 390 m                              | 44° 12′ 25″ N, 0° 36′ 04″ E | Le Passage               |       |
| 110,305                              | 35                 | Écluse de Marianette            | 2,96 m                              | Simple                                                                                  | 390 m                              | 44° 12′ 21″ N, 0° 35′ 47″ E | Le Passage               |       |
| 110,695                              | 36                 | Écluse de Chabrières            | 3,11 m                              | Simple                                                                                  | 390 m                              | 44° 12′ 17″ N, 0° 35′ 30″ E | Le Passage               |       |
| 111,085                              | 37                 | Écluse de Rosette               | 2,87 m                              | Simple                                                                                  | 14 566 m                           | 44° 12′ 13″ N, 0° 35′ 13″ E | Le Passage               |       |
| 125,651                              | 38                 | Écluse de l'Auvignon            | 1,03 m                              | Simple                                                                                  | 7 025 m                            |                             | Bruch                    |       |
| 132,100                              | —                  | Pont-canal sur la Baïse         | —                                   | Pont-canal                                                                              | —                                  |                             | Bruch                    |       |
| 132,676                              | 39                 | Écluse de Baïse                 | 2,53 m                              | Simple                                                                                  | 237 m                              |                             | Vianne                   |       |
| 132,913                              | 40                 | Écluse de Larderet              | 2,44 m                              | Simple                                                                                  | 10 114 m                           |                             | Vianne                   |       |
| 135,200                              | —                  | Écluse de descente en Baïse     | chute selon le niveau de la Baïse   | Double                                                                                  | 2 500 m                            |                             | Buzet sur Baïse          |       |
| 143,027                              | 41                 | Écluse de Berry                 | 2,05 m                              | Simple                                                                                  | 4 700 m                            |                             | Puch d'Agenais           |       |
| 147,727                              | 42                 | Écluse de la Gaule              | 2,03 m                              | Simple                                                                                  | 5 600 m                            |                             | Villeton                 |       |
| 150,427                              | 43                 | Écluse de la Gaulette           | 2,00 m                              | Simple                                                                                  | 5 600 m                            |                             | Calonges                 |       |
| 156,027                              | 44                 | Écluse du Mas                   | 1,01 m                              | Simple                                                                                  | 9 900 m                            |                             | Le Mas d'Agenais         |       |
| 165,300                              | —                  | Pont-canal sur l'Avance         | 0 m                                 | Pont-canal                                                                              | —                                  |                             |                          |       |
| 165,927                              | 45                 | Écluse de l’Avance              | 2,44 m                              | Simple                                                                                  | 5 130 m                            | 44° 28′ 01″ N, 0° 07′ 25″ E | Marmande                 |       |
| 171,057                              | 46                 | Écluse des Bernès               | 2,06 m                              | Simple                                                                                  | 2 470 m                            | 44° 29′ 35″ N, 0° 04′ 14″ E | Meilhan sur Garonne      |       |
| 173,527                              | 47                 | Écluse des Gravières            | 1,94 m                              | Simple                                                                                  | 7 500 m                            | 44° 30′ 28″ N, 0° 02′ 51″ E | Meilhan sur Garonne      |       |
| 181,027                              | 48                 | Écluse de l’Auriole             | 2,00 m                              | Simple                                                                                  | 2 600 m                            | 44° 33′ 13″ N, 0° 00′ 47″ O | Fontet                   |       |
| 183,627                              | 49                 | Écluse de Fontet                | 1,61 m                              | Simple                                                                                  | 4 100 m                            | 44° 33′ 42″ N, 0° 02′ 17″ O | Fontet                   |       |
| 187,727                              | 50                 | Écluse de Bassanne              | 1,73 m                              | Simple                                                                                  | 4 420 m                            | 44° 33′ 17″ N, 0° 05′ 20″ O | Bassanne                 |       |
| 192,147                              | 51                 | Écluse de Mazérac               | 3,32 m                              | Simple                                                                                  | 705 m                              | 44° 33′ 37″ N, 0° 08′ 31″ O | Castets et Castillon     |       |
| 192,852                              | 52                 | Écluse des Gares                | 3,30 m                              | Simple                                                                                  | 500 m                              | 44° 33′ 45″ N, 0° 08′ 58″ O | Castets et Castillon     |       |
| 193,352                              | 53                 | Écluse de Castets               | chute selon le niveau de la Garonne | Double et jumelée avec une simple                                                       | 400 m                              | 44° 33′ 50″ N, 0° 09′ 22″ O | Castets et Castillon     |       |

## Pour approfondir